# Drachenhäuser

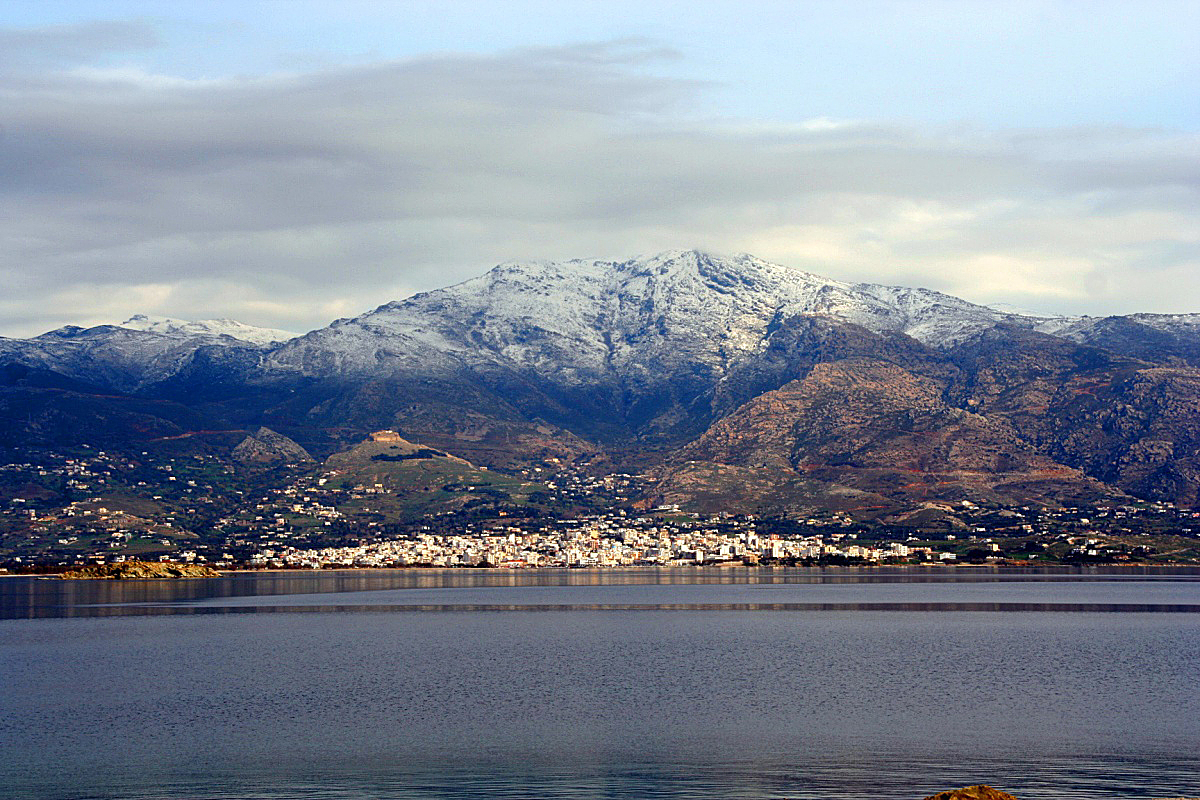
Karystos und Berg Ochi

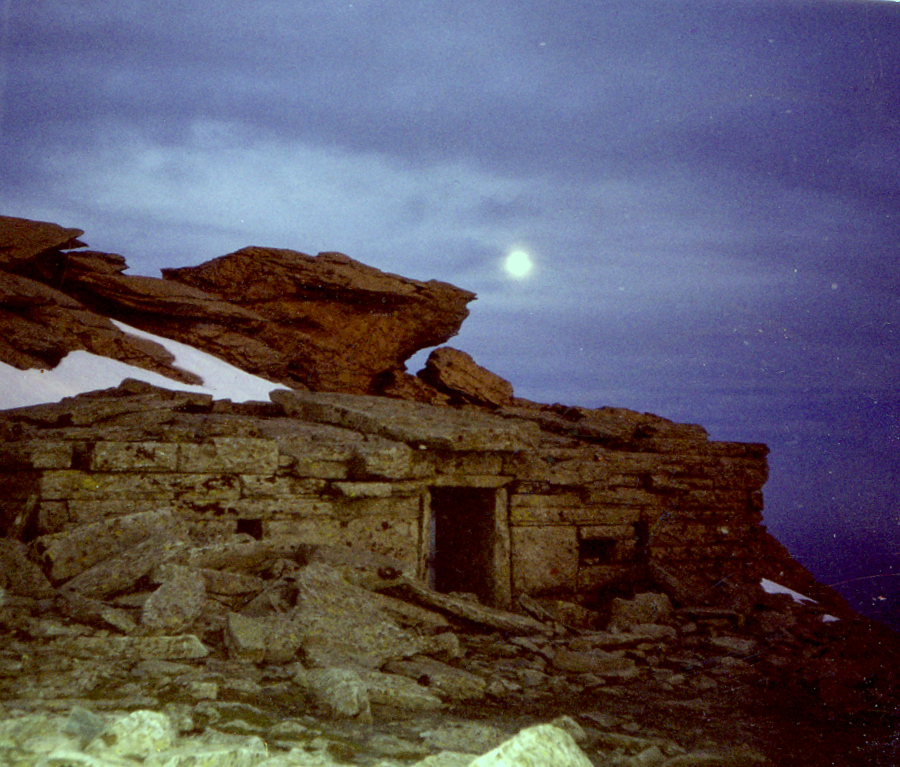
Drachenhaus auf Berg Ochi

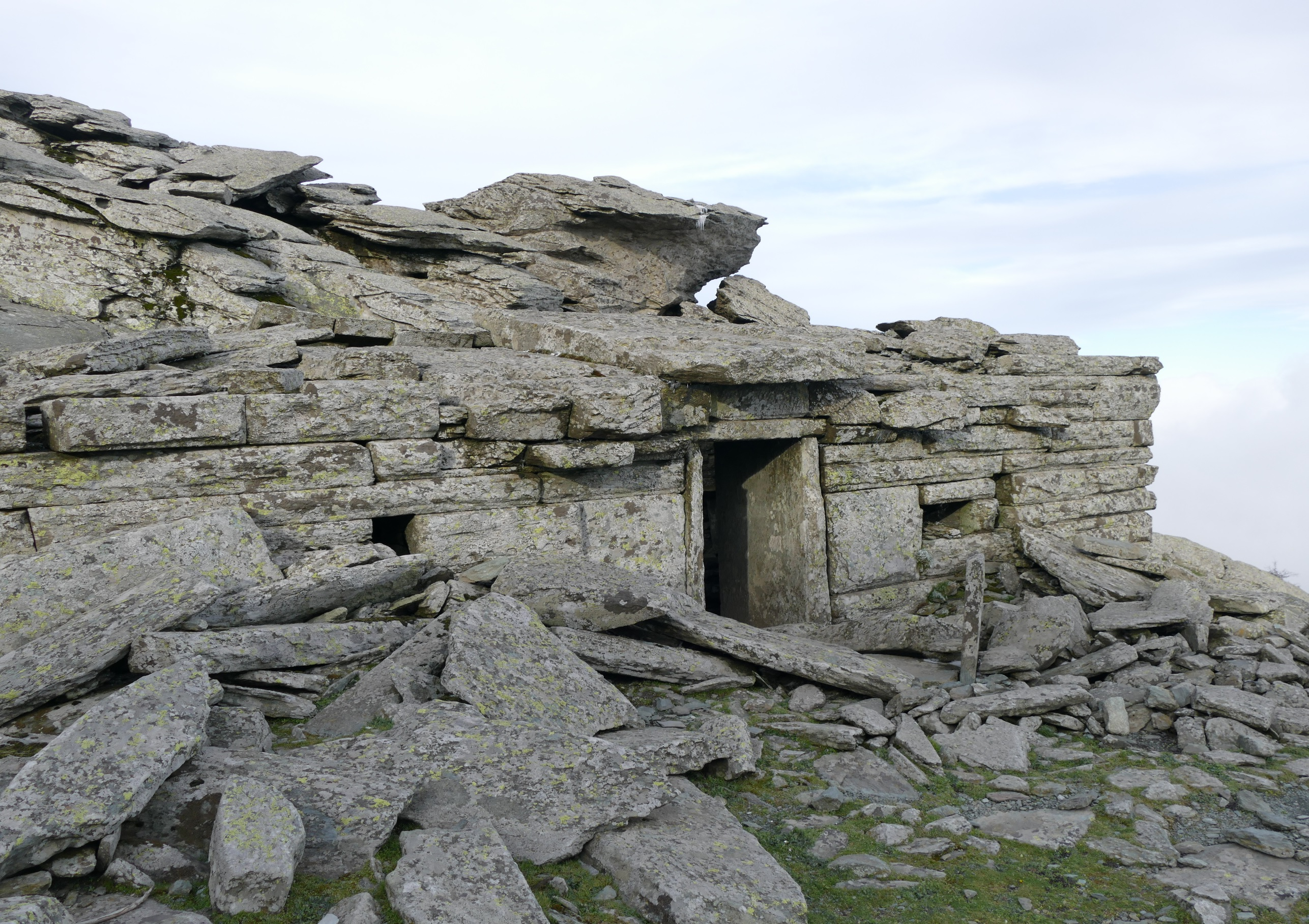
Ochi-Drachenhaus: Südfront

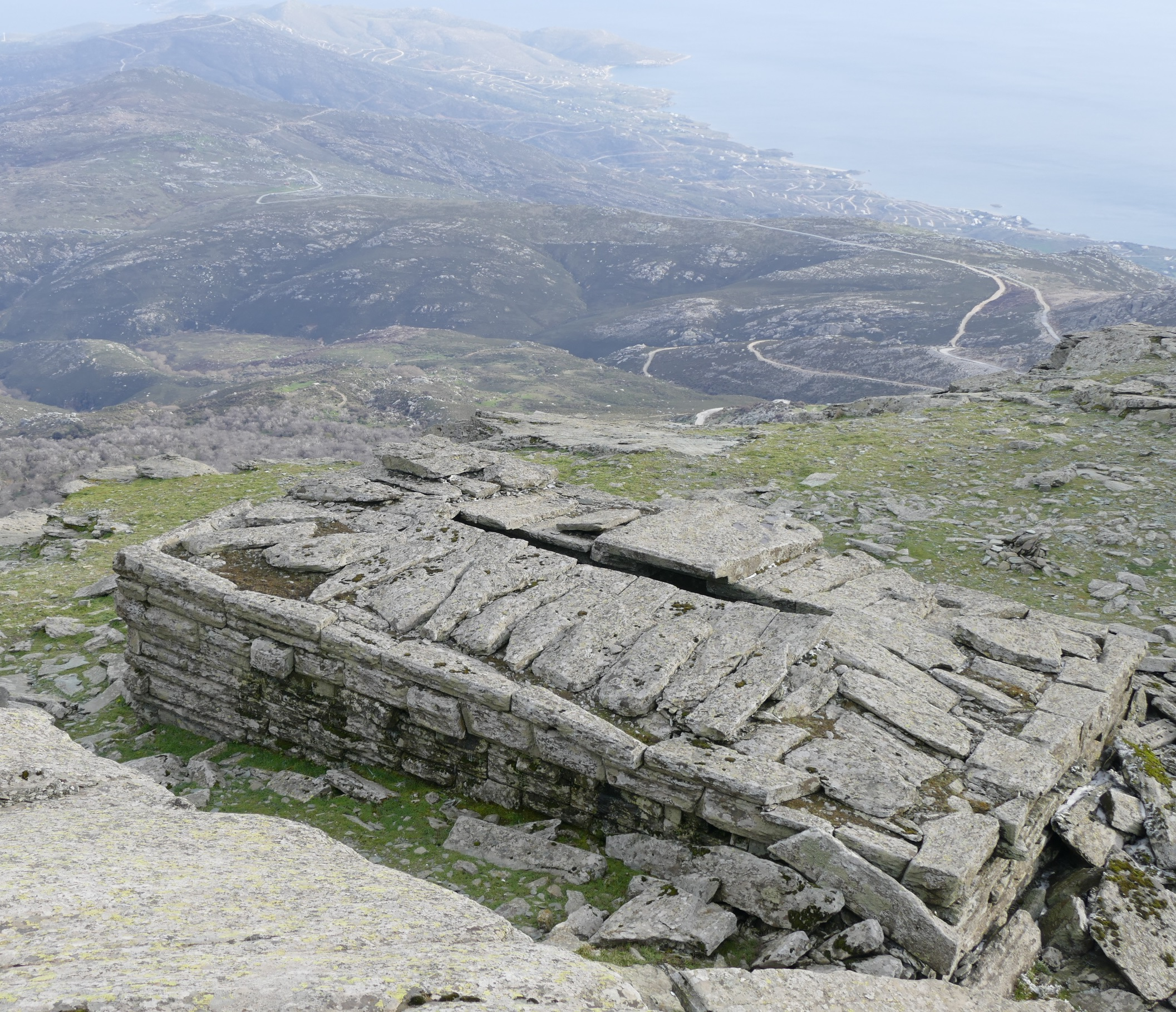
Ochi-Drachenhaus: Dach

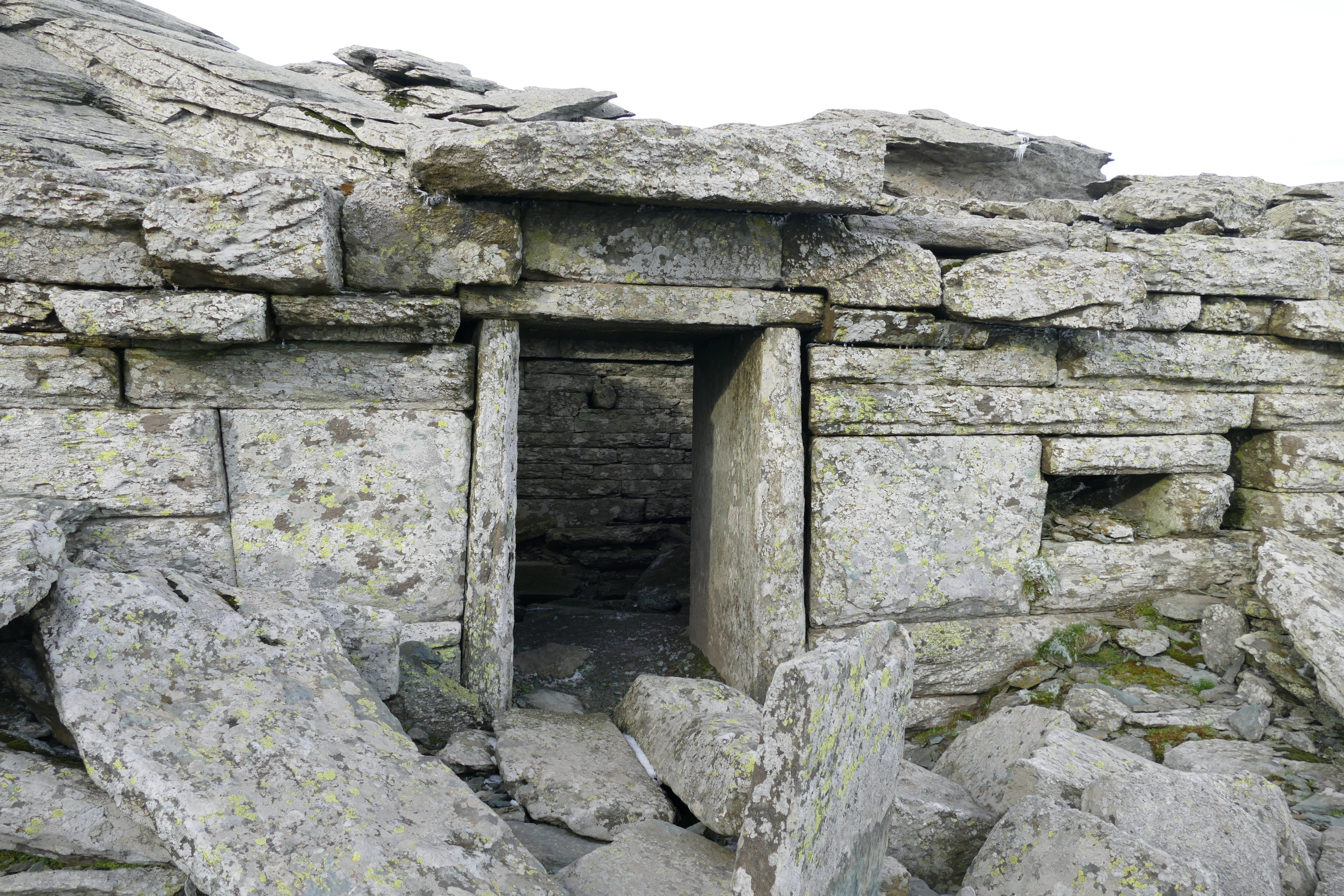
Ochi-Drachenhaus: Eingang

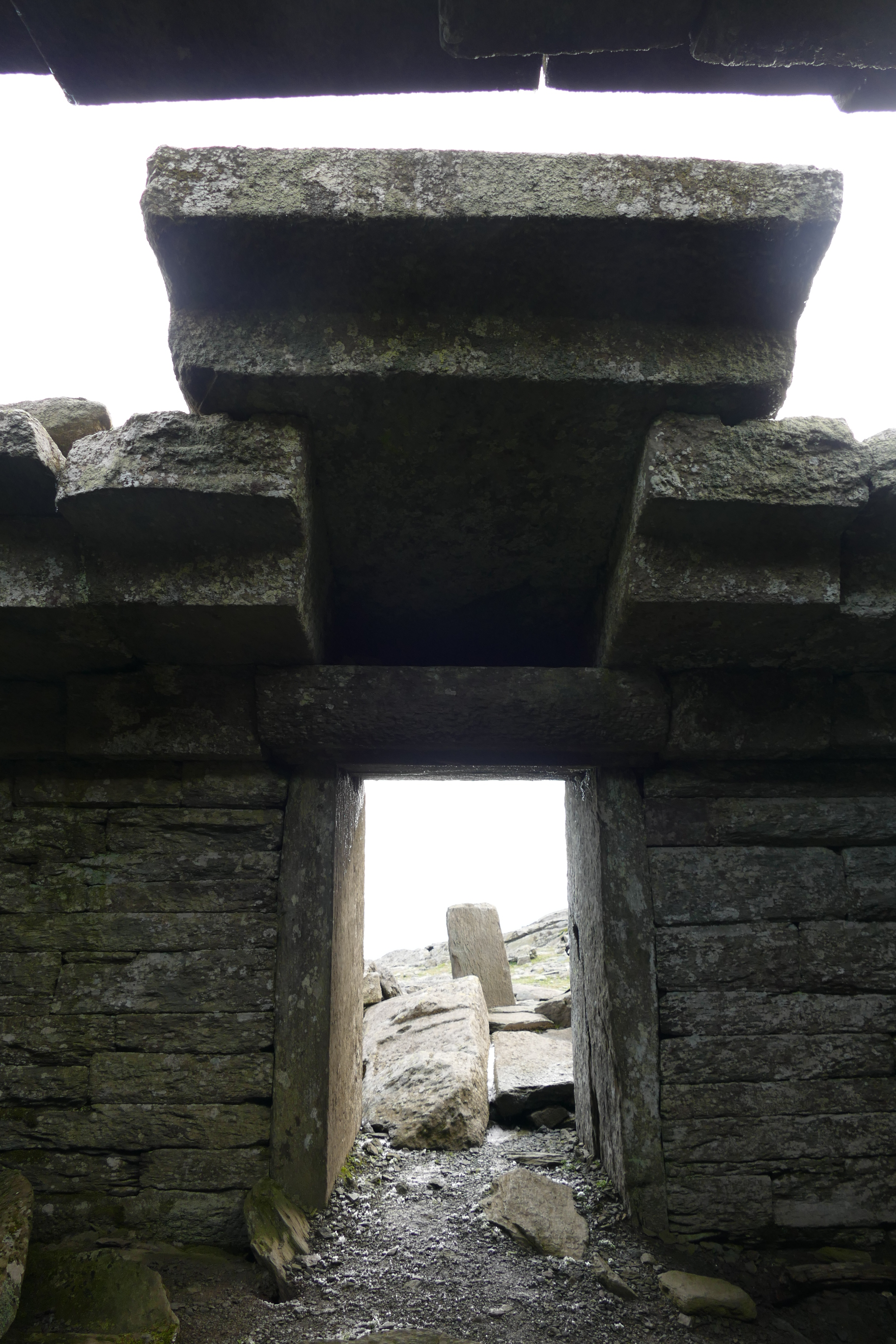
Ochi-Drachenhaus: Eingangsbereich von innen

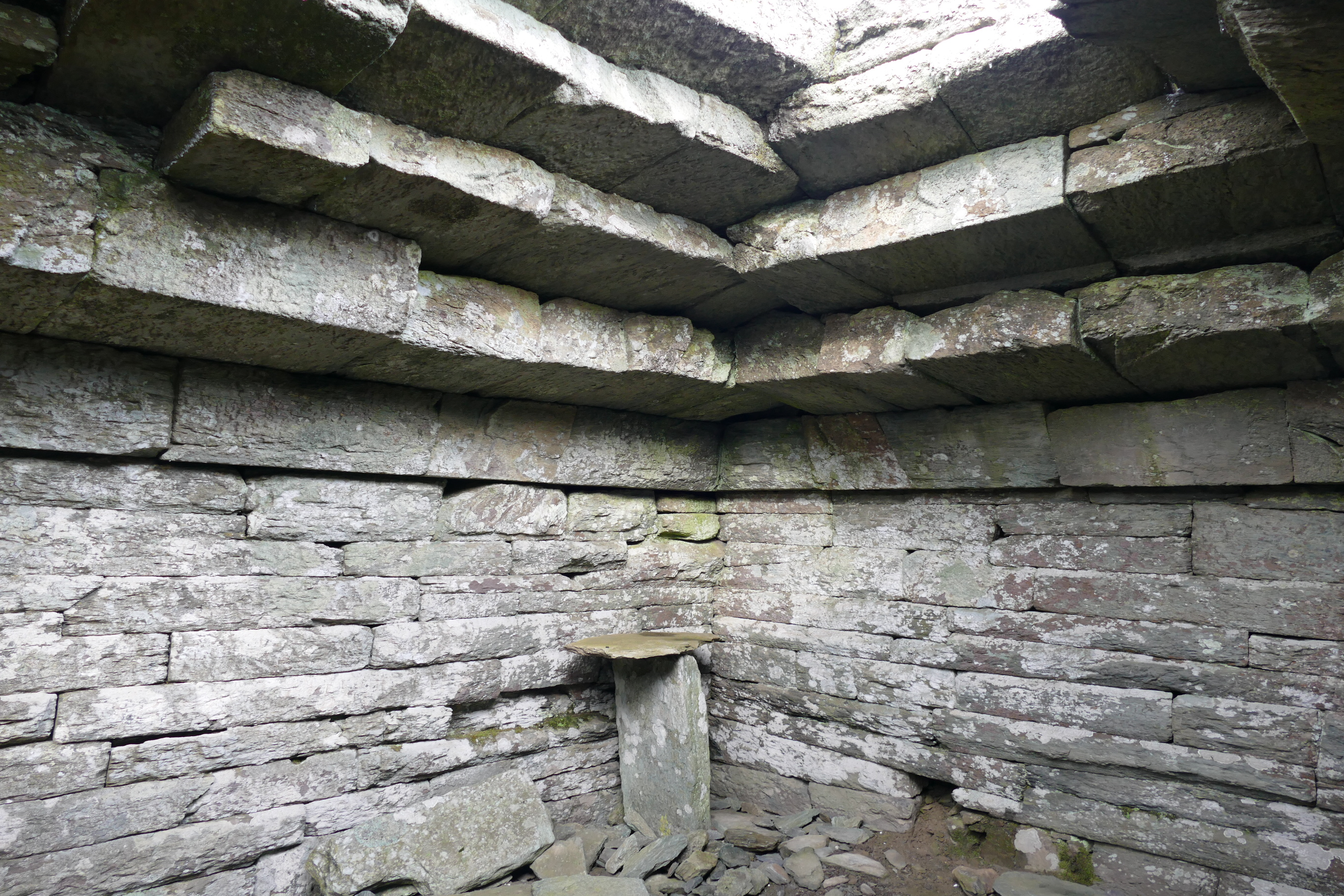
Ochi-Drachenhaus: Nord-Ost-Ecke

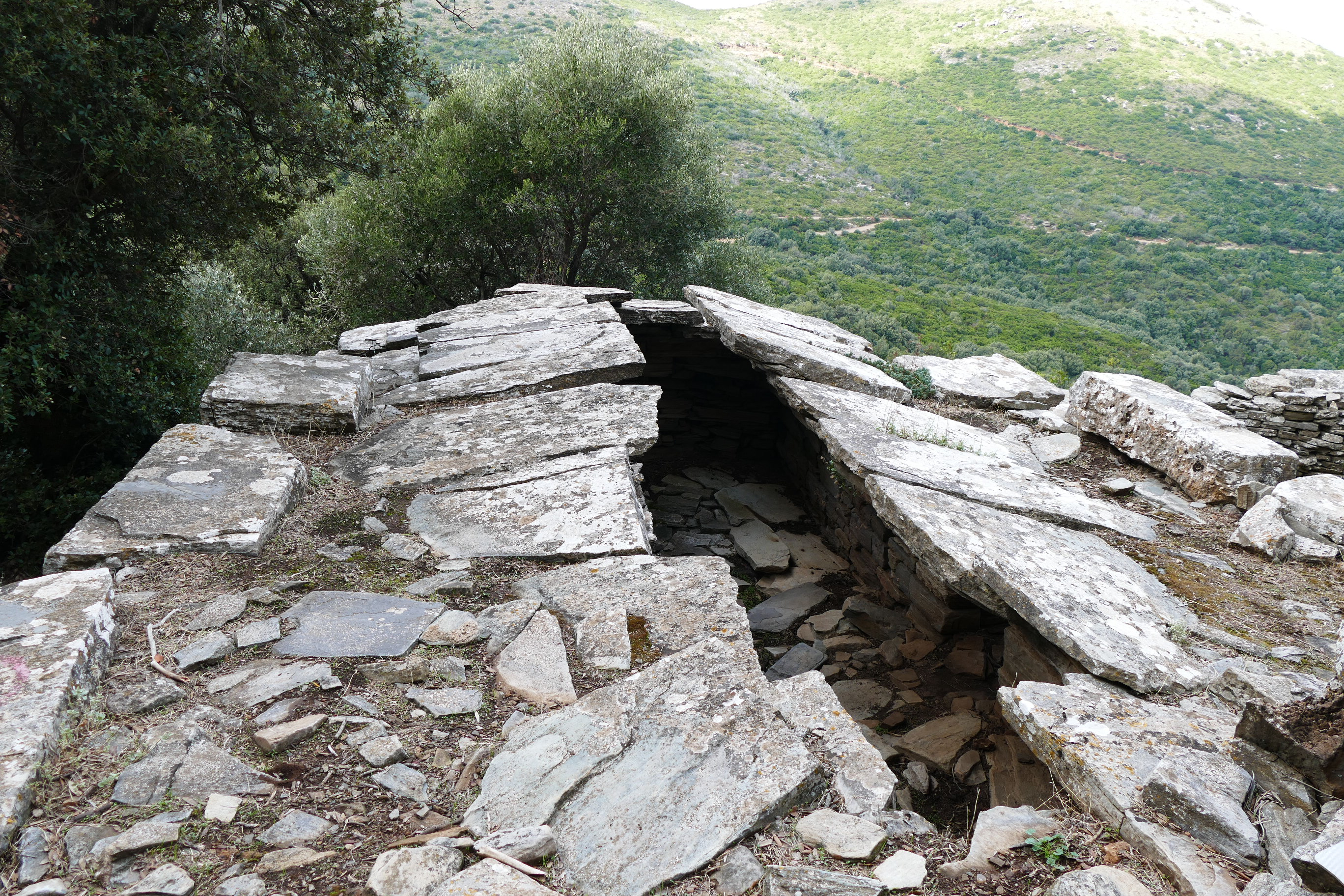
Palli-Lakka-Drachenhäuser: Haus Süd

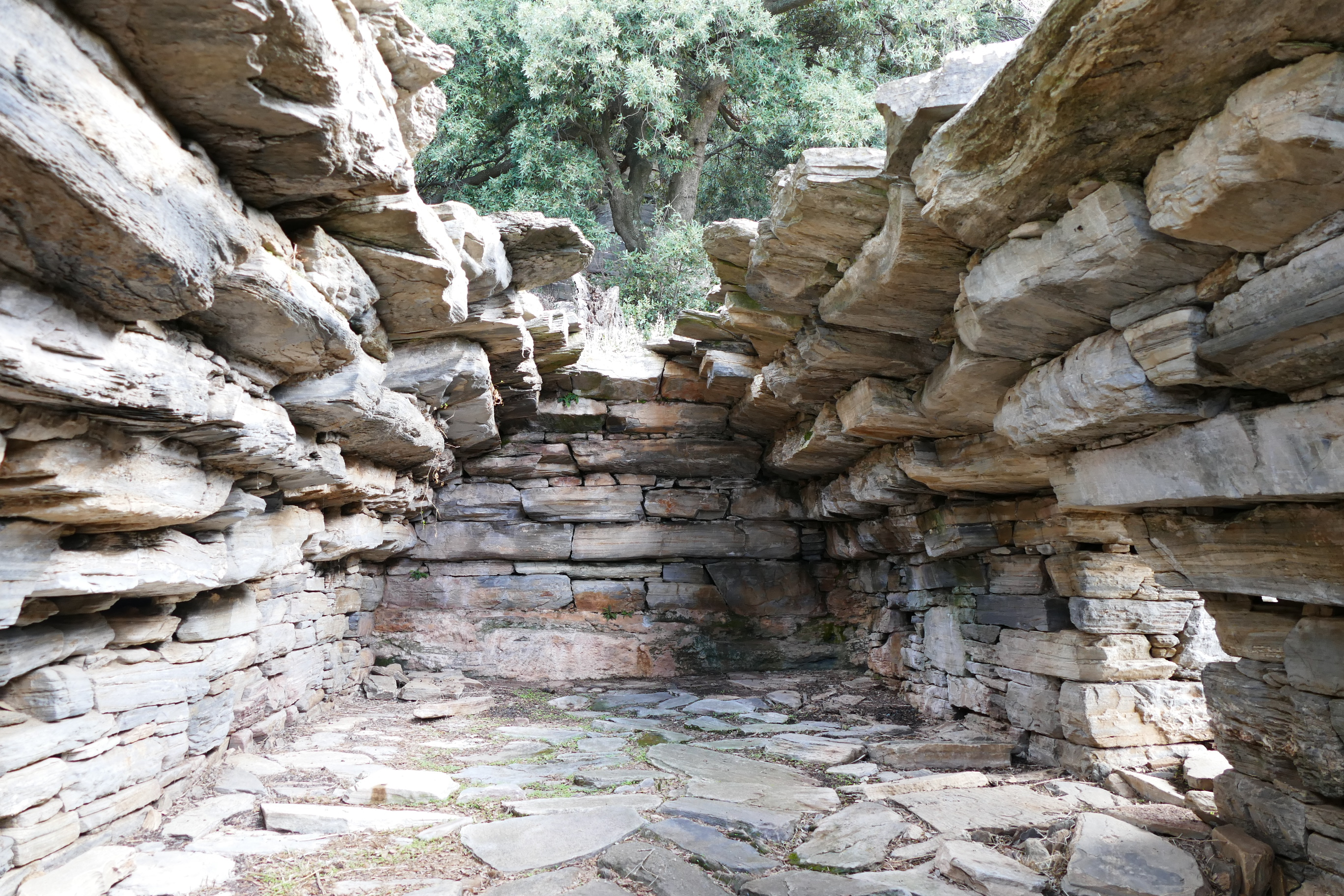
Palli-Lakka-Drachenhäuser: Haus Nord

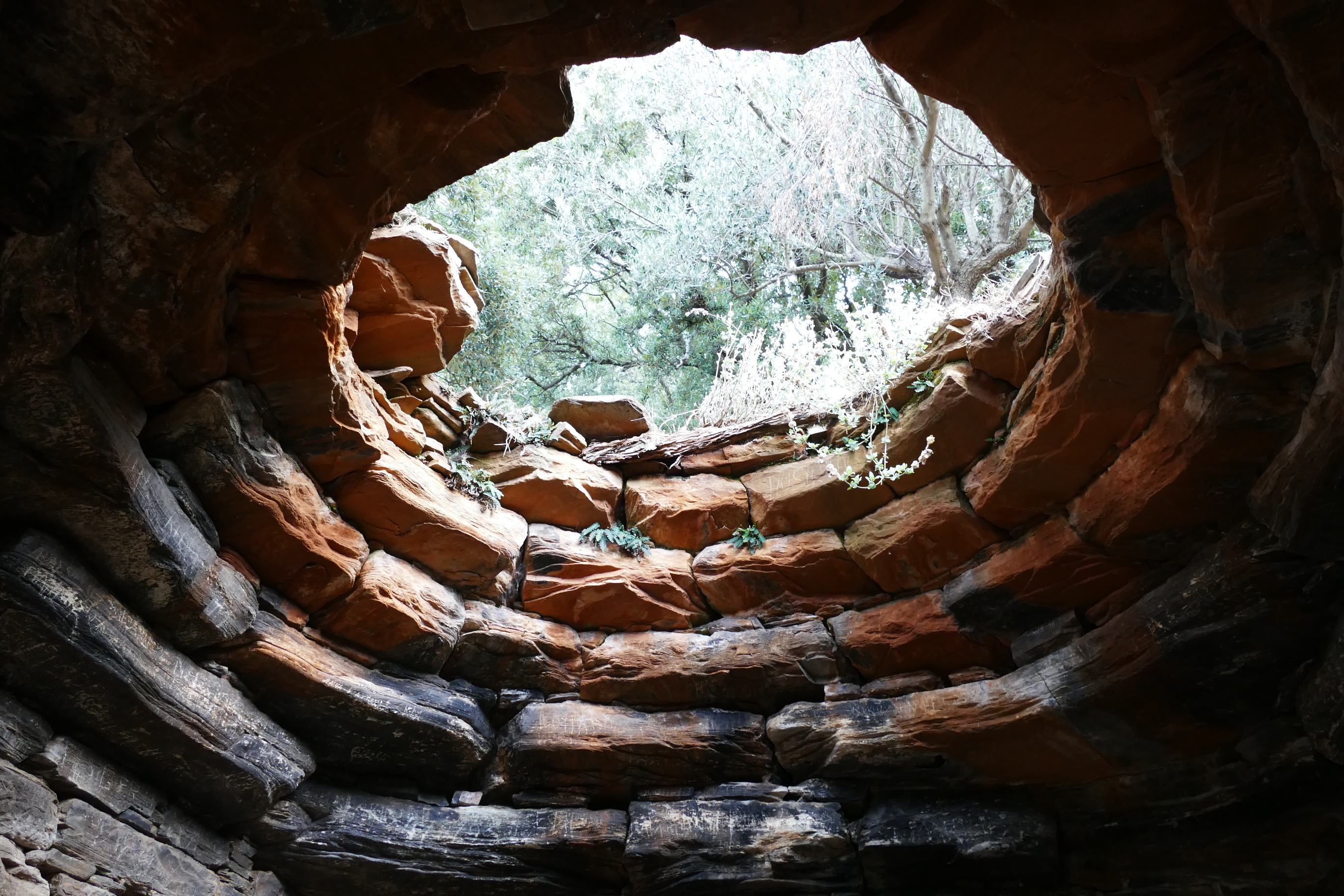
Palli-Lakka-Drachenhäuser: Haus Ost

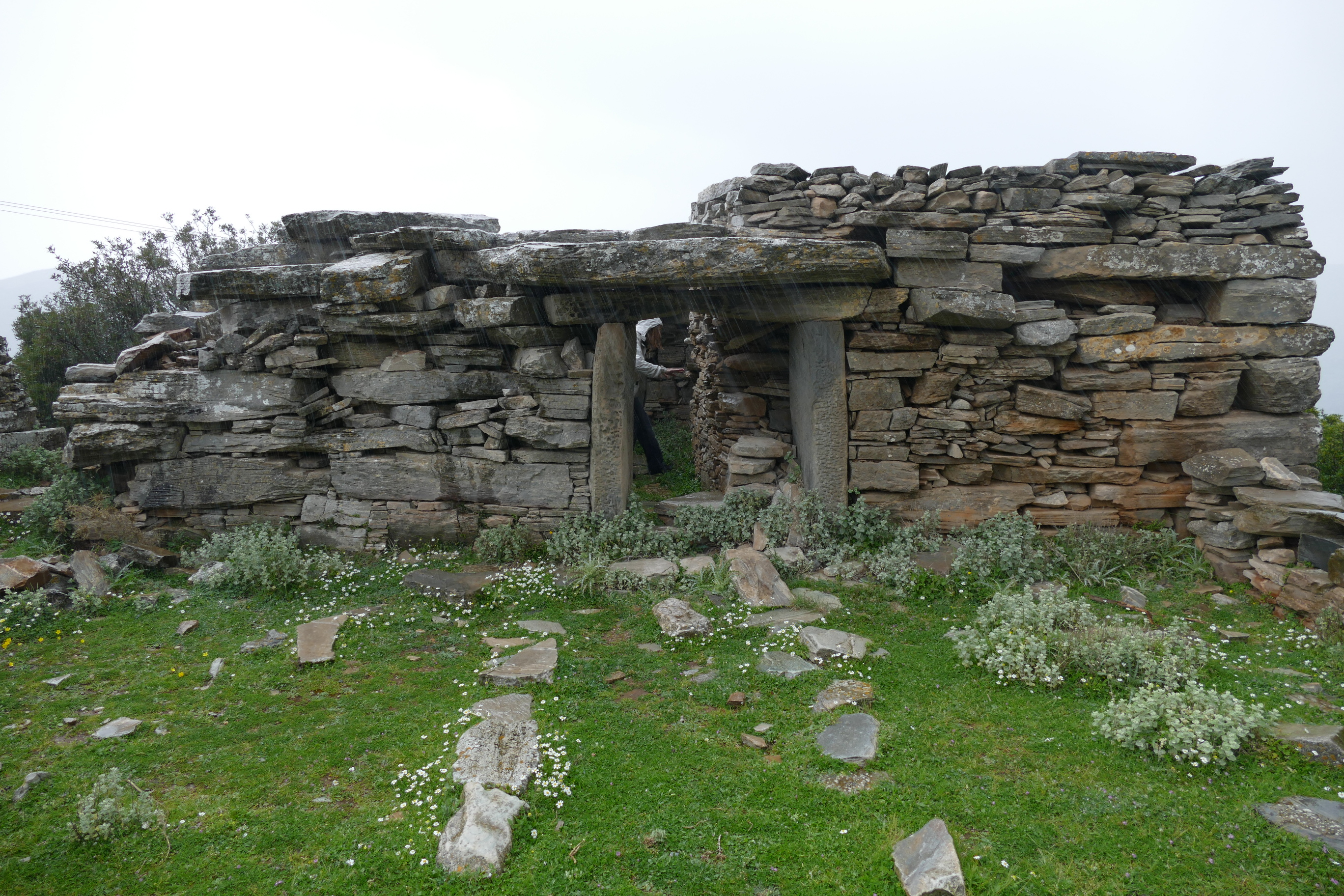
Drachenhaus bei Kapsala (Euböa)

Drachenhäuser – griechisch Drakospita (Δρακόσπιτα) oder Draga (Δραγκά) – ist die Bezeichnung für mehr als 20 Ruinen monumentaler, rechteckiger Gebäude aus lokalem Gestein, die zerstreut im Süden Euböas liegen. Die Gebäudemauern sind mörtellos aus gewaltigen Steinblöcken und -platten errichtet und die Dächer aus großen, flachen Steinen in Kraggewölbe-Technik. Am besten erhalten und am bekanntesten sind das Drachenhaus auf dem Berg Ochi (Δρακόσπιτο της Όχης) nördlich von Karystos und die drei „Palli-Lakka“-Drachenhäuser (Πάλλη-Λάκκα Δραγκά) im Gebiet der antiken Marmorsteinbrüche am Berg Kliosi (Κλίόσί) oberhalb von Styra. In lokalen Legenden werden Errichtung und Nutzung der rätselhaften Bauten „Drachen“, Wesen mit übermenschlichen Kräften, zugeschrieben. Wissenschaftliche Deutungsversuche der Bauwerke reichen von frühen Vorläufern griechischer Tempel über Sennhütten bis zu profanen und kultischen Bauten karischer Steinbrucharbeiter.

## Entdeckungsgeschichte
Am 21. Oktober 1797 bestieg der britische Geologe, Reisende und Schriftsteller John Hawkins den Berg Ochi bei Karystos, der schon in der Antike den Namen Oche trug. Hawkins war in der Bucht von Karysto an Land gegangen, um auf dem 1398 Meter hohen Berg zu triangulieren. Unvermutet stieß er auf dem zerklüfteten Gipfel auf das wuchtige Gebäude, das heute Ochi-Drachenhaus genannt wird. Er vermaß und skizzierte es und kam zu dem Schluss, dass es sich hier um einen frühen Vorläufer der griechischen Tempel handle. Seine Entdeckung lockte seither immer wieder Archäologen an, so insbesondere Heinrich Ulrichs, der zusammen mit Friedrich Gottlieb Welcker das Ochi-Drachenhaus untersuchte und seine Erkenntnisse 1842 und 1863 publizierte.
Zehn Jahre nach Ulrichs besuchte der französische Altphilologe Jules Girard Euböa. Er beschrieb nicht nur das Ochi-Drachenhaus, sondern erstellte auch eine erste Beschreibung der drei Palli-Lakka-Drachenhäuser. Neuere Berichte, welche ebenfalls die Palli-Lakka-Drachenhäuser erwähnen, haben beispielsweise die amerikanischen Archäologen Jean Carpenter und Dan Boyd verfasst.
Über Funde weiterer Drachenhäuser existieren insbesondere griechische Fachartikel, die allerdings keine präzisen Ortsangaben enthalten. Der Schweizer Archäologe Karl Reber hat diese Bauwerke aufgespürt und mit englischsprachigen Artikeln einem größeren Publikum bekannt gemacht.
Heute sind die Palli-Lakka-Drachenhäuser ein beliebtes und gut ausgeschildertes Ziel für Wanderer, die in Alt-Styra starten und typischerweise dabei auch die antiken Cipollino-Steinbrüche und die „Akropolis von Styra“ auf dem Berg Kliosi (685 m) als Ziel haben. Ein Aufstieg vom Karystos-Stadtteil Myli (Μύλοί) zum Drachenhaus auf dem Ochi ist dagegen deutlich anspruchsvoller.

## Bauweise

### Ochi-Drachenhaus
Das Drachenhaus auf dem Berg Ochi liegt auf 1386 Meter Höhe zwischen zwei Gipfelspitzen auf einem kleinen Plateau (38°03’31”N 24°28’03”E), das nach Osten einen Blick auf die Meerenge von Kafirea und bei klarer Sicht sogar bis nach Chios bietet. Das rechteckige Gebäude (Außenmaße: 12,7 m × 7,7 m) ist aus großen Quadern und Platten des langschichtigen Glimmerschiefers der Umgebung gefertigt und grenzt mit seiner nördlichen Längsfront an die zerklüfteten Felsen des nördlichen Gipfels (1398 m).
Die Wände des Gebäudes wurden aus Steinlagen ungleicher Höhe ohne Mörtel mit überwiegend senkrechtem Fugenschnitt gebaut. Steinblöcke sind mit Plattenmauerwerk sorgfältig verzahnt, wobei im Inneren auch Wandpartien mit Polygonalmauerwerk zu sehen sind. Die Steinfronten sind meist etwas bossiert und ihre Ränder geglättet. Die Nordwand und die beiden seitlichen Wände sind fensterlos. Die Südwand hat mittig eine Eingangstür (Höhe: 2,1 m, Breite: 1,2 m) und zu beiden Seiten der Tür ein schmales Fenster (Höhe: 0,85 m, Breite: 0,45 m). Die Wände sind im Mittel 1,4 m dick, um das schwere Dach tragen zu können. Ihre Höhe im Innenraum beträgt 2,4 m. Der Innenraum ist ca. 48 Quadratmeter groß und war früher mit Bodenplatten belegt.
Das Dach ist in der Art eines Kraggewölbes gebaut. Vom Rand aller vier Wände her sind Reihen von langen Steinplatten – zum Ablauf des Regenwassers nach außen leicht geneigt durch eine Mauerkrone aus Steinen einheitlicher Dicke – jeweils so gelegt, dass jede Schicht etwas weiter in das Innere hineinragt als die vorher gelegte. Das aus vier Schichten resultierende Walmdach ist relativ niedrig und hat keinen First, sondern einen Dachspalt von 6,0 m × 0,5 m. Gefunden wurden auch Abdeckplatten für den Dachspalt, darunter zwei mit einer kreisförmigen Öffnung, die offensichtlich als Rauchfang gedient hat.
Der Eingang des Gebäudes ist besonders aufwändig gestaltet. Die beiden Türpfosten sind Monolithen, ebenso die beiden hintereinanderliegenden Teile des Türsturzes. Der Dachstein oberhalb der Tür ist ein mächtiger Steinblock (Länge: 4,0 m, Breite: 2,0 m, Höhe: 0,45 m), der als Vordach etwas über die Tür hinausragt. Unter ihm ist zur Entlastung des Türsturzes ein Kragstein der ersten Schicht ausgelassen, wodurch im Dach an dieser Stelle der mächtige Steinblock fast in voller Länge zu sehen ist. Eventuell sollte dadurch beim Eintreten der Raum eindrucksvoller wirken.

### Palli-Lakka-Drachenhäuser
Die drei Drachenhäuser von Palli Lakka liegen auf einem schmalen Absatz (38°09’10.5”N 24°15’49.0”E) im Westhang des 682 Meter hohen Berges Kliosi östlich von Styra. Entsprechend ihrer Lage zum gemeinsamen Innenhof werden sie von Carpenter und Boyd mit Haus Nord, Haus Ost und Haus Süd bezeichnet. Die Längsachsen der rechteckigen Häuser Nord und Süd – beide messen außen rund 12,4 m × 6,2 m – liegen parallel in Falllinie des Hangs. Der zwischen ihnen bestehende rund 7 m breite Innenhof wird hangseitig durch Haus Ost (Grundriss außen: rund 6,5 m × 6,5 m) begrenzt. Dessen nördliche Grundmauer fluchtet mit der südlichen Mauer des Hauses Nord.
Die Wände der drei Gebäude bestehen wie die des Ochi-Drachenhauses aus Blöcken und Platten des sie umgebenden Schiefergesteins, haben aber im Mittel nur eine Dicke von 1,1 m. Auch sind die verwendeten Quader und Steinplatten weniger wuchtig, nur grob bearbeitet und kaum verzahnt. Lücken sind mit kleinen Steinen ausgefüllt. Alle drei Häuser sind einräumig und fensterlos. Sie haben einfache Eingänge auf der Hofseite. Im Falle des Hauses Ost beträgt die Türhöhe 1,3 m, die beiden anderen Eingänge sind noch niedriger. Das gilt insbesondere für Haus Süd, dessen Innenraum nach offensichtlich jahrzehntelanger Nutzung als Schafstall noch nicht untersucht und freigelegt wurde. Der Sturz über dem Eingang dieses Hauses ragt 0,5 m aus der Fassade.
Ähnlich wie das Ochi-Drachenhaus haben die Häuser Nord und Süd Dächer in Form von Kraggewölben, die sich von den Längsmauern her in vier oder fünf Lagen aufbauen. Herabgefallene Dachplatten im Haus Süd lassen vermuten, dass es sich um geschlossene Satteldächer gehandelt haben könnte. Die am Mauerrand auf den Dachplatten liegenden Quader könnten Gegengewichte für die Überkragung, die Brüstung einer Dachterrasse oder eventuell sogar Reste einer weiteren Etage des Gebäudes gewesen sein. Haus Ost zeichnet sich dadurch aus, dass sein Kraggewölbe rund ist. Von innen ist also eine stufige Kuppel zu sehen, die oben offen ist. Im Vergleich zum Ochi-Drachenhaus sind die drei Drachenhäuser von Palli Lakka handwerklich und künstlerisch weniger elaboriert.

### Limiko-Drachenhaus nahe Kapsala
Das nicht besonders gut erhaltene Limiko-Drachenhaus liegt erhöht in einer scharfen Linkskurve (38°07'29.4"N 24°14'42.8"E) der Straße von Styra nach Karystos etwa 3 km hinter dem Ortskern der Ortschaft Kapsala (Κάψαλα). Das rechteckige Gebäude (7,65 m × 6,25 m) hat in der Süd Front einen Eingang.  Wie beim Ochi-Drachenhaus werden die Türpfosten und der Türsturz von flachen Monolithen gebildet. Der Entlastung des Sturzes dient ein darüber liegender weiterer Monolith, der wie ein Vordach aus der Mauerflucht herausragt. In der westlichen Gebäudehälfte ruhen Reste des Kraggewölbes des Daches auf unregelmäßigen Lagen von Quadern. Die östliche Gebäudehälfte wurde offensichtlich in späterer Zeit mit kleineren Steinen ausgebessert und durch eine Feldsteinmauer abgetrennt, möglicherweise um sie als Stall nutzen zu können.

## Alter und Funktion

### Legenden und frühe Interpretationen
Da keine historischen Quellen über die Herkunft der megalithischen Gebäude Auskunft geben können, erklären lokale Legenden diese als Werk und Wohnung von „Drachen“ im Sinne von mythischen Wesen mit übermenschlichen Körperkräften. Der Begründer der griechischen Folklorestudien, N.G. Polites, hat solche Legenden dokumentiert. Carpenter und Boyd haben sie „adaptiert“.
Hawkins deutete das Ochi-Drachenhaus als frühen Vorläufer der griechischen Tempel. Diese Ansicht teilte Ulrichs, der den im Dach klaffenden Spalt als Hypaethron interpretierte und im Innern des Gebäudes in der Mitte der westlichen Wand eine Steinplatte sah, die „ohne Zweifel bestimmt war, das Götterbild oder andere heilige Gegenstände zu tragen“. Er datierte das Drachenhaus auf die vorhistorische Zeit, „in welcher die Cyclopischen Bauten Mycen, Argos, Tirynth und ähnliche fallen“. Weiter vermutete er, dass die pelasgischen Gründer von Karystos zugleich mit ihrer Stadt diesen Tempel erbauten und ihn Hera Teleia, die bei den Römern Juno Pronuba genannt wurde, weihten.
Auch Girard war davon überzeugt, dass es sich beim Ochi-Drachenhaus um einen Tempel handele. Die drei Palli-Lakka-Drachenhäuser könnten nach seiner Meinung ebenfalls eine Tempelanlage gewesen sein, aber eventuell auch ein Schatzhaus mit zwei Wohngebäuden für privilegierte Familien der Wächter, möglicherweise auch ein Königssitz. Jedenfalls meinte Girard, dass die drei Gebäude wegen ihrer einfacheren Bauweise älter als das Ochi-Drachenhaus sein müssten. Dem widersprach Friedrich Gottlieb Welcker. Conrad Bursian stufte die Drachenhäuser von Palla-Lakka als Kultbau ein und argumentierte gegen die Auffassung von Ludwig Ross, das Ochi-Drachenhaus sei „nichts als eine Sennhütte“. Er erkannte in den beiden Stätten sowie in drei von ihm zusätzlich beschriebenen Ruinen alter profaner Gebäude im Süden Euböas denselben architektonischen Grundcharakter, den er „dryopische Bauweise“ nannte. Verehrt wurden in Palli-Lakka seiner Meinung nach die den Dryopern wichtige Dreiheit Demeter, Klymenos und Kora, die in Hermione durch Inschriften und eine Hymne von Lasos aus Hermione bekannt ist.
Zu einem ganz anderen Ergebnis bezüglich des Alters und der Funktion des Ochi-Drachenhauses kam Theodor Wiegand. „Fast alle Bausteine der Außenseite haben eine Art Rustica mit sorgfältigem, glatten Randbeschlag, der sich niemals in Bauten der mykenischen oder, um mit Ulrichs zu reden, „pelasgischen“ Epoche findet.“ Ein noch offenkundigeres Zeichen weit jüngerer Entstehung waren für ihn die glatten Ränder und die „beim entwickelten Quaderbau üblichen vertieften Spiegel“ von Platten des Fußbodens und der Decke. Er datierte das Gebäude auf „keinesfalls früher“ als das 6. Jh. v. Chr. und argumentierte, das Gebäude sei für Wacht- und Signaldienste errichtet worden.

### Neuere Interpretationen und Grabungen
Franklin P. Johnson verwies 1925 als erster auf Ähnlichkeiten der Drachenhäuser mit Bauten in Karien, was Jean Carpenter und Dan Boyd 50 Jahre später erneut untersuchten. Sie vermuteten, dass die Drachenhäuser in späthellenistischer und früher römischer Zeit von Steinbrucharbeitern aus Karien erbaut wurden und diesen als Lagerräume und Kultstätten dienten.
E. Theodossiou et al. meinten, das Ochi-Drachenhaus könne eine religiöse und/oder astronomische Funktion gehabt haben, zumal sich δράκων (Drachen) vom altgriechischen Verb δέρκομαί (klar sehen, beobachten) herleite. Sie untersuchten, ob die Ausrichtung des Ochi-Drachenhauses einer speziellen Position eines Sterns oder Sternbilds entspräche und ordneten der mittleren Orientierung der Längsmauern des Gebäudes eine Ausrichtung auf den Aufgang des Sirius im Jahr 1105 v. Chr. zu. Reber ließ neben Ochi und Palli-Lakka sechs weitere Ruinen des südlichen Euböa als Drachenhäuser gelten und sah in ihnen eventuell nur im Sommer bewohnte Quartiere von Schafhirten und damit „seltene architektonische Zeugnisse einer alten Viehzüchtergesellschaft der Klassischen und Hellenistischen Periode Griechenlands“.
Ioannis Liritis et al. untersuchten mit Optisch Stimulierter Lumineszenz, OSL, das Alter mehrerer antiker Gebäude im Umfeld von Styra. Die dazu punktuell entnommenen Gesteinsproben aus dem Mauerwerk lieferten jeweils einen Zeitpunkt mit Fehlerbalken für die Ersterstellung oder einen Umbau des Gebäudes. Die insgesamt erhaltenen Zeiten stimmen mit den wichtigsten Perioden in der Geschichte Styras überein. Da war zunächst die Zeit der Perserkriege und die Klassische Periode, in der Styra in den Schlachten von Salamis und Plataeae mitwirkte und dann 477 v. Chr. dem Attischen Seebund beitrat. In dieser Zeit könnte es karische Krieger der Perser gegeben haben, die es als Sklaven nach Südeuböa verschlug und die ihren eigenen Baustil mitbrachten. In der Hellenistisch-Römischen Periode wurden die Steinbrüche der Region im großen Maßstab ausgebeutet, was eine Vielzahl erfahrener Steinbrucharbeiter – eventuell auch aus Karien – erforderte. Und es gab auch Bauspuren aus der frühen Byzantinischen Zeit, dem Fränkischen Mittelalter, der Besetzung Euböas durch die Osmanen ab 1470 n. Chr. und der Neuzeit. Speziell für Palli-Lakka wurden im Haus Nord anhand von zwei Proben Bauarbeiten im Jahr 430∓230 v. Chr. und 160–480 n. Chr. ermittelt. Im Haus Süd ergab eine Probe unterhalb des Türsturzes Bauarbeiten in der Zeitspanne 1460–1550 n. Chr.
K. Moutsopoulos untersuchte 1959 das Ochi-Drachenhaus und 11 weitere ähnliche Gebäude. Grabungen unternahm er 1960 und 1978–1980. Einige seiner Fundstücke sind heute im Museum von Karystos zu sehen. Innerhalb des Gebäudes auf dem Ochi fand er in einer Fundamentnische einen Stapel Keramikgefäße, die rituellen Zwecken gedient haben könnten und die er der frühen Hellenistischen Periode zuordnete. Carpenter und Boyd vermuteten, dass sie eher in der späten hellenistischen oder frühen römischen Zeit entstanden. Das Drachenhaus selbst kann natürlich älter sein, zumal außerhalb des Gebäudes in einer Grube gefundene Scherben aus Archaischer Zeit frühe Aktivitäten auf dem Berg beweisen. Nachdem bereits Notgrabungen auf der „Akropolis von Styra“ erfolgt sind, werden möglicherweise bald auch weitere Grabungen bei den Drachenhäusern beginnen und zur Entschlüsselung ihrer Geheimnisse beitragen.